# Jay-Jay Okocha
Augustine Azuka „Jay-Jay“ Okocha (* 14. srpen 1973, Enugu) je bývalý nigerijský fotbalista. Hrál na pozici záložníka. S nigerijskou reprezentací vyhrál roku 1994 mistrovství Afriky, jednou zde získal stříbro (2000) a třikrát bronz (2002, 2004, 2006). Získal též zlatou medaili na Letních olympijských hrách roku 1996. Zúčastnil se též tří světových šampionátů (1994, 1998, 2002). Za národní tým celkem odehrál 73 utkání a vstřelil 14 branek. V letech 2004 a 2005 byl vyhlášen posluchači rozhlasové stanice BBC nejlepším fotbalistou Afriky. Je jediným Nigerijcem, kterého Pelé roku 2004 zařadil mezi 125 nejlepších žijících fotbalistů. V roce 2012 začal Okocha hrát v indické fotbalové lize za Durgapur.